# Ryunosuke Akutagawa
Ryunosuke Akutagawa (Kyōbashi, Tokio, 1. ožujka 1892. - Tokio, 24. srpnja 1927.) bio je istaknuti japanski književnik i pjesnik koji je napisao oko 150 kratkih priča, pripovjedaka i romana. Po njemu je nazvana najvažnija japanska književna nagrada - Akutagawa nagrada.
Rođen je u Tokiju, a nakon što je njegova majka oboljela od psihoze neposredno nakon njegovog rođenja, usvojio ga je ujak. Studirao je englesku književnost i radio kao profesor engleskog prije nego što se posvetio pisanju.
Često je prerađivao stare japanske priče u moderne pripovjetke. Među njegovim najpoznatijim djelima su „Rašomon” i „U šikari”, koje je kasnije proslavljeni redatelj Akira Kurosawa adaptirao u film „Rašomon” (1950).
Akutagawa je bio jedan od prvih azijskih pisaca koji je uspješno spojio istočnjačku i europsku književnu tradiciju. Na njega su utjecali pisci kao što su: Edgar Allan Poe, Charles Baudelaire i Oscar Wilde.
Nažalost, od 1919. godine patio je od psihoze, halucinacija i tjeskobe. Usprkos književnom uspjehu, njegovo mentalno zdravlje se pogoršavalo, što je opisao u priči „Zupčanici”. Izvršio je samoubojstvo 1927. godine.
Njegovo nasljeđe živi kroz Akutagawa nagradu koja se dodjeljuje dvaput godišnje istaknutim japanskim piscima, kao i kroz njegov utjecaj na modernu japansku književnost.